# 喬治·奈維爾·沃森
喬治·奈維爾·沃森（英語：George Neville Watson，1886年1月31日—1965年2月2日 ），英國 數學家, 應用複分析工具研究特殊函數的大師。 沃森於1915年與埃德蒙·泰勒·惠特克合作修編由埃德蒙·泰勒·惠特克原著的近代分析教程(A Course of Modern Analysis) (1902)第二版，此書從此成為特殊函數分析方面的典範之作，通常被簡稱為“Whittaker and Watson”。 沃森在1918年發表了沃森引理，此引理是探討指數積分漸近行為的重要研究工具。

## 學歷
沃森中學就讀倫敦聖保羅學校，導師為F. S. Macaulay。後入劍橋大學三一學院就讀。於劍橋大學三一學院二年學習期間，授業於埃德蒙·泰勒·惠特克門下。沃森於1918年就任伯明罕大學教授，於1951年退休。

## 職業生涯
沃森所著貝索函數論(Treatise on the theory of Bessel functions) (1922)為一經典之作，是貝索函數漸近展開方面的重要著作。
沃森在複乘法、mockΘ函數以及類數這些領域中，對斯里尼瓦瑟·拉馬努金所提出的公式作了湛深的研究。沃森還保留收藏了斯里尼瓦瑟·拉馬努金的遺稿筆記本。
沃森對可解的五次方程式亦有精研，他發表了沃森五重積恆等式。

## 榮譽
沃森是皇家學會院士。1946年，獲由皇家學會頒發之西爾維斯特獎章。
有時，人們會把喬治·奈維爾·沃森、與G. L. Watson(數學家，專研二次型理論),以及G. Watson(統計學家)弄混淆。